# Brachionus satanicus
Brachionus satanicus is een raderdiertjessoort uit de familie Brachionidae. De wetenschappelijke naam van deze soort is voor het eerst geldig gepubliceerd in 1911 door Rousselet.